# Banca Sistema
Die Banca Sistema S.p.A. ist ein italienisches Kreditinstitut mit Sitz in Mailand. Die Bank hat sich auf Bankdienstleistungen im Zusammenhang mit öffentlichen Schuldnern und das Einlagengeschäft für Privatkunden spezialisiert. Alle Bankeinlagen der Banca Sistema sind durch den italienischen Einlagensicherungsfonds, dem Fondo Interbancario di Tutela dei Depositi (FITD) bis zu einer Summe von 100.000 Euro pro Anleger abgesichert.

## Gründung und Entwicklung
Die Banca Sistema wurde im Jahr 2011 in Mailand als unabhängiges Kreditinstitut mit Vollbanklizenz gegründet. Über 50 % der Bankanteile werden von drei italienischen Bankenstiftungen aus dem Sparkassensektor gehalten, der Fondazione Cassa di Risparmio di Alessandria, der Fondazione Pisa und der Fondazione Sicilia. Weitere 47 % der Anteil sind im Besitz eines britischen Beteiligungsfonds, dem Royal Bank of Scotland Special Opportunities Fund.
Neben dem Hauptsitz in Mailand ist die Bank durch weitere Niederlassungen in Rom, Pisa, Padua und London vertreten.

## Dienstleistungen
Die Banca Sistema hat sich auf den Ankauf fälliger Handelsforderungen aus öffentlichen Verwaltungen fokussiert. Sie unterstützen dabei Unternehmen bei Fragen im Umgang mit öffentlichen Schuldnern. Neben diesem Spezialgebiet bietet die Bank auch traditionelle Bankdienstleistungen an. Die Bank engagiert sich des Weiteren ehrenamtlich in Non-Profit Projekten.